# Pressigny-les-Pins
 Pressigny-les-Pins  es una población y comuna francesa, situada en la región de Centro, departamento de Loiret, en el distrito de Montargis y cantón de Châtillon-Coligny.

## Demografía
| 376 | 321 | 340 | 361 | 396 | 383 |
| Para los censos de 1962 a 1999 la población legal corresponde a la población sin duplicidades (Fuente: INSEE [Consultar]) |     |     |     |     |     |